# Страшево (Новгородская область)
Страшево — деревня в Батецком районе Новгородской области России. Входит в состав Передольского сельского поселения.

## География
Деревня находится в северо-западной части Новгородской области, в зоне хвойно-широколиственных лесов, при автодороге 49К-2139, на расстоянии примерно 25 километров (по прямой) к юго-западу от посёлка Батецкого, административного центра района. Абсолютная высота — 59 метров над уровнем моря.

### Часовой пояс
Деревня Страшево, как и вся Новгородская область, находится в часовой зоне МСК (московское время). Смещение применяемого времени относительно UTC составляет +3:00.

## Население
| 1862 | 2010 |
| ---- | ---- |
| 15   | ↘2   |

Половой состав
По данным Всероссийской переписи населения 2010 года в гендерной структуре населения мужчины составляли 50 %, женщины — соответственно также 50 %.

Согласно результатам переписи 2002 года, в национальной структуре населения русские составляли 100 % из 2 чел.